# 잴릴라바트구

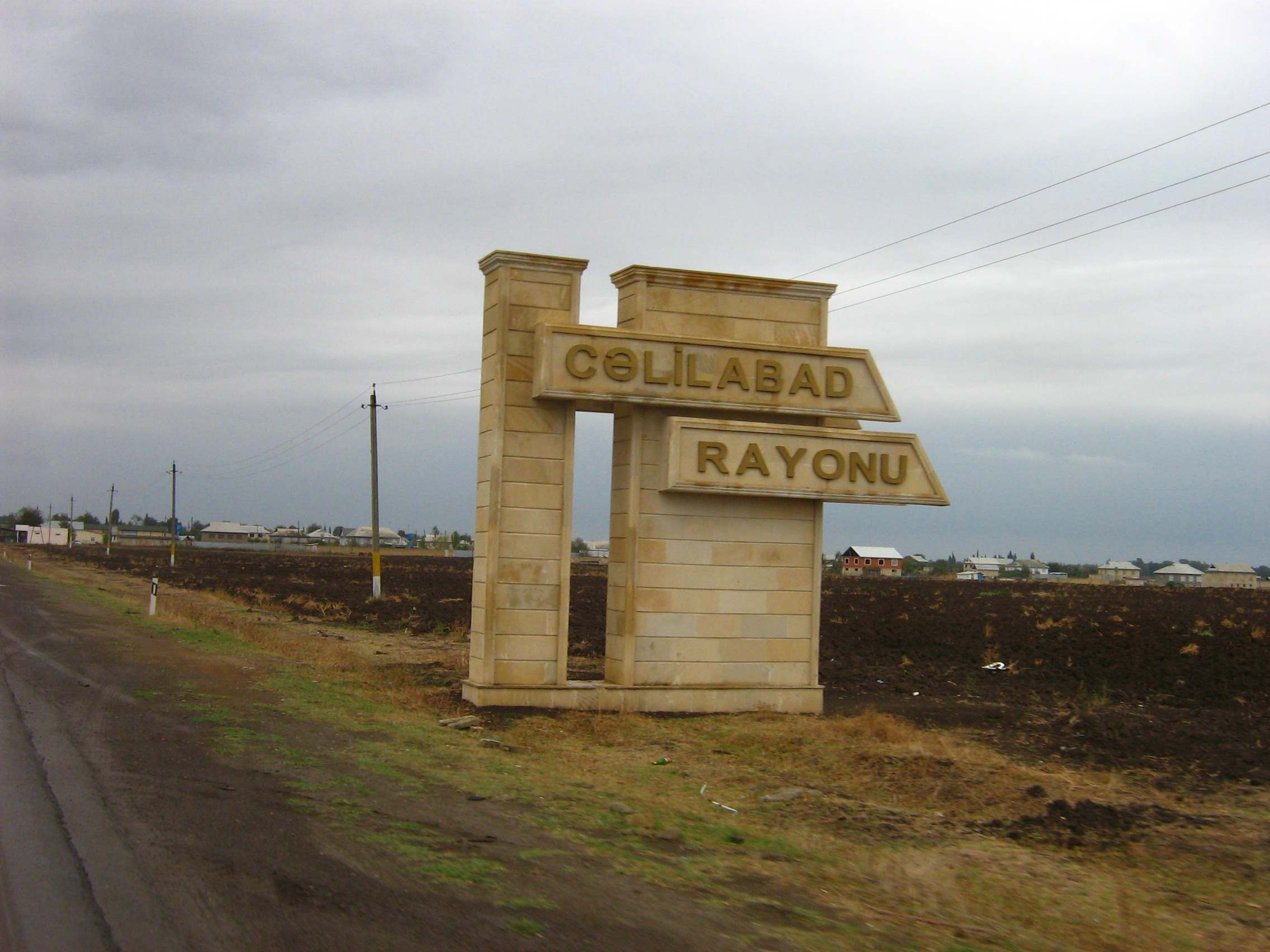
잴릴라바트구 입구에 설치된 도로 표지판

잴릴라바트구(아제르바이잔어: Cəlilabad rayonu)는 아제르바이잔 남부에 위치한 구로 행정 중심지는 잴릴라바트이며 면적은 1,440km2, 인구는 169,960명(1999년 기준)이다. 서쪽으로는 이란과 국경을 접한다.